# Metallomica
La metallomica è la scienza che studia i metallomi, definiti da R.J.P. Williams come gli ioni metallici liberi in ciascun compartimento cellulare. Szupnar (2005) ha definito la metallomica come:
Di conseguenza, la metallomica può essere considerata una branca della metabolomica, nonostante i metalli non vengano tipicamente considerati dei metaboliti.
Hiroki Haraguchi successivamente diede una definizione alternativa dei "metalloma" come una metalloproteina o qualsiasi altra biomolecola contenente un metallo, e "metallomica" come lo studio di tali biomolecole.